# Centralasiatisk ovtcharka
Centralasiatisk ovcharka (FCI #335, sredneasiatskaïa ovtcharka) er en stor vogterhund af molossertypen som stammer fra de centralasiatiske stepper, hvor har den i århundreder har været benyttet til at vogte husdyr og ejendele. Rusland regnes som racens hjemland.
Centralasiatisk Ovcharka er en forbudt hunderace i Danmark. Forbuddet gælder både besiddelse og avl.

## Raceforbud
Den 1. juli 2010 blev den nuværende hundelov vedtaget i det danske Folketing og racen Centralasiatisk Ovcharka blev inkluderet i listen over farlige hunde, der blev ulovliggjort. Dog eksisterer der en såkaldt overgangsordning for hundeejere, som på tidspunktet for vedtagelsen af hundeforbuddet var i besiddelse af hunde af racen Centralasiatisk Ovcharka. Læs mere om overgangsordningen i artiklen Forbudte hunderacer.

## Udstillingsforbud
Justitsministeriet har meddelt Dansk Kennelklub (DKK), at det ikke er tilladt at udstille forbudte hunderacer uden mundkurv. DKK har derpå valgt, at centralasiatisk ovcharka ikke kan udstilles.

## Oprindelse og alder
Ovtcharka betyder hyrdehund, men den centralasiatiske ovtcharka er ikke en hyrdehund i vestlig forstand, men en atypisk vogterhund. Den stammer fra området mellem Uralbjergene i Rusland, Det Kaspiske Hav, Tyrkiet og det vestlige Kina i øst.
Det vides ikke hvornår racen opstod, men racen regnes som meget gammel og kan være flere hundred år gammel. I Asien bliver den mange steder brugt som ren kamphund.[kilde mangler]